# Bataille d'Holkrans
seconde guerre des Boers
La bataille d'Holkrans ou Holkrantz est une bataille livrée le 6 mai 1902 en Afrique du Sud, pendant la seconde guerre des Boers et au cours de laquelle une troupe zouloue des abaQulusi détruisit le campement d'un commando boer.

## La bataille
Pour mettre fin aux raids opérés par les Boers sur leur bétail et leurs récoltes pour les punir de leur aide apportée aux Britanniques, le chef des abaQulusi, Sikhobobho rassemble un contingent et attaque le campement d'un commando boer au pied de la colline Holkrans. Les Zoulous attaquent de nuit et massacrent les Boers qui perdent 56 hommes sur 73, tandis que les Zoulous perdent eux 52 guerriers. Cette bataille fut la dernière victoire notoire des abaQulusi.